# Lézard perlé
Heloderma horridum · Héloderme horrible
Espèce
Synonymes
- Trachyderma horridum Weigmann, 1829

Statut de conservation UICN

 LC  : Préoccupation mineure
Statut CITES
Heloderma horridum est une espèce de sauriens de la famille des Helodermatidae. En français, elle est appelée Lézard perlé, Héloderme mexicain, Héloderme granuleux ou Héloderme horrible. Ce lézard ovipare se rencontre au Mexique et au Guatemala du niveau de la mer jusqu'à près de 1 500 m d'altitude dans de nombreux habitats tels des déserts, forêts de feuillus, forêts tropicales et zones broussailleuses, mais également dans les forêts de pins. Il peut mesurer de 50 à 90 cm de long − queue comprise − et peser de 800 g à 2 kg (avec un record à 4 kg) les mâles étant en général plus grands et plus trapus. Ses écailles, petites et rondes, sont très bosselées, d'où son nom de « perlé ». De couleur noire avec plus ou moins de points ou taches jaunes, il existe cependant des individus quasiment intégralement noirs. Il se nourrit principalement d'œufs d'oiseaux et de lézards mais peut aussi consommer de petits oiseaux, mammifères, insectes…

Il présente la particularité très rare chez les lézards de produire du venin par le biais de sa glande salivaire, qu'il injecte avec sa salive lorsqu'il mord. Rarement mortel pour l'Homme, son venin contient divers composés présentant un intérêt pharmacologique.

Bien que non menacé en tant qu'espèce, l'une de ses sous-espèces, Heloderma horridum charlesbogerti, constitue une population séparée des autres et quasiment décimée par l'Homme ainsi que par la destruction de son habitat : il ne resterait plus qu'environ 200 individus.

## Description
Le Lézard perlé est un reptile venimeux qui mesure entre 57 et 91 cm, dont entre 33 et 48 cm pour le corps. Il pèse en général 800 g mais peut atteindre 2 kg avec un maximum connu de 4 kg,. Sans qu'il y ait réellement de dimorphisme sexuel les mâles sont plus gros que les femelles, avec une tête un peu plus large.

Les écailles sont petites, plutôt rondes, fortement bosselées et ne se recouvrant pas, sauf sur la face ventrale.
Cette espèce a une coloration noire avec des marques jaunes très irrégulières dont la quantité varie suivant les spécimens, mais les individus de la sous-espèce H. h. alvarezi tendent à être uniformément noirs. La queue est assez courte et épaisse et est utilisée pour stocker les réserves de graisse que ce lézard utilise pour survivre durant l'estivation. Il a une langue fourchue et noire qu'il utilise pour sentir.

Contrairement à la plupart des lézards, le Lézard perlé n'est pas capable d'autotomie et sa queue ne repousse pas si elle est endommagée.

## Répartition

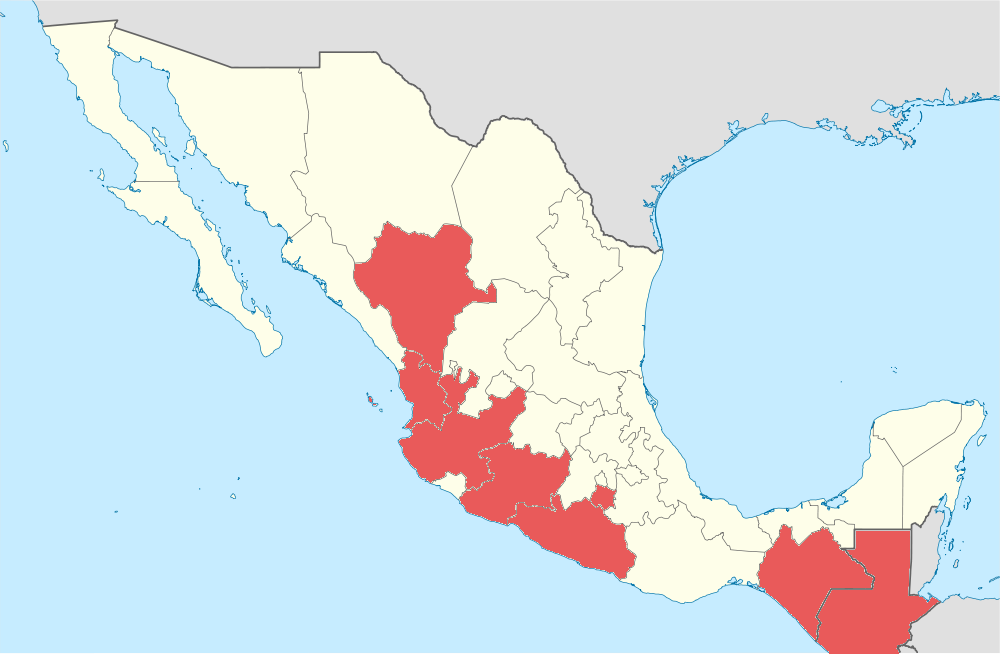
Carte de répartition de Heloderma horridum, basée sur les pays/provinces.

Le Lézard perlé se rencontre au Guatemala et au Mexique dans les États du Sonora, du Sinaloa, du Nayarit, du Jalisco, du Michoacán, de Morelos, du Guerrero, d'Oaxaca et du Chiapas. Il se rencontre du niveau de la mer jusqu'à près de 1 500 m d'altitude, principalement dans les déserts, les forêts de feuillus, les forêts tropicales et les zones broussailleuses, mais également dans les forêts de pins.
Il est aussi signalé dans l'État de Mexico.

Il existe quatre sous-espèces de cet animal :
- Heloderma horridum horridum (Wiegmann, 1829). Elle habite au Mexique, de l’État de  Sonora à celui d'Oaxaca.
- Heloderma horridum alvarezi (Bogert & Martên del Campo, 1956). Elle habite au Mexique et au Guatemala. Au Mexique, elle se rencontre au nord du Chipas  et dans la dépression du río Lagartero; Au Guatemala, dans le nord-est du département de Huehuetenango.
- Heloderma horridum exasperatum (Bogert & Martên Del Campo, 1956). Elle habite au Mexique, du sud du Sonora au nord du Sinaloa.

La sous-espèce Heloderma horridum charlesbogerti est la seule dont la répartition est complètement séparée des autres, formant une population allopatrique éloignée de plus de 250 km des plus proches sous-espèces. Elle vit dans la vallée du Motagua, au Guatemala. Il reste moins de deux-cents animaux à l'état sauvage et ils sont menacés par la destruction de leur habitat, du trafic illégal d'animaux de compagnie exotiques, de la peur de l'espèce par les hommes et enfin du changement climatique. Localement, il est connu sous le nom de "scorpion".
Cette distribution inclut quelques îles.
La carte ne correspond pas au texte puisque les États de Mexico, d'Oaxaca, du Sinaloa et du Sonora  ne sont pas en rouge. Erreur lors de la conception de la carte ?

## Biologie et mœurs
Heloderma horridum est un lézard ovipare et semi-arboricole qui est actif d'avril à mi-décembre et qui estive le reste de l'année. Sa queue, épaisse, contient des réserves de graisse utilisées pour survivre à l'estivation.
C'est un carnivore spécialisé qui se nourrit presque exclusivement d'œufs d'oiseaux et de reptiles, et il peut grimper aux arbres à la recherche de ses proies. Il peut également occasionnellement se nourrir de petits oiseaux, de mammifères, de grenouilles, de lézards et d'insectes.

### Reproduction
Le Lézard perlé est sexuellement mature à l'âge de 6 à 8 ans. C'est un ovipare qui se reproduit entre septembre et octobre. Les mâles s'affrontent dans des combats rituels durant souvent plusieurs heures et le vainqueur gagne la femelle. Les femelles pondent de 2 à 30 œufs entre octobre et décembre, qui éclosent en juin ou juillet.
Les petits sont peu observés, et il est supposé qu'ils passent la plupart de leurs deux ou trois premières années de vie sous terre, ne sortant qu'après avoir atteint une taille suffisante.

### Venin
C'est l'un des rares lézards venimeux. À une époque on pensait que c'était l'un des deux seuls, avec le Monstre de Gila, mais des recherches ont montré que des iguanes et des varans l'étaient aussi. Son venin est similaire à celui de certains serpents, tels que le crotale.
Les glandes à venin de ce lézard sont des glandes salivaires modifiées situées dans la mâchoire inférieure. Chaque glande a un canal menant à la base des dents rainurées. Pour injecter son venin le Lézard perlé mord et reste accroché à sa victime afin que sa salive venimeuse pénètre dans la plaie. Bien qu'il ait une mâchoire puissante, ses dents, sans racines, se rompent facilement.

Son venin est faiblement hémotoxique, et même si les décès humains sont rares il peut provoquer des insuffisantes respiratoires. Il contient de nombreux composants, comme de la sérotonine et des kallicréines qui ont des effets sur les vaisseaux sanguins, mais aucune enzyme affectant la coagulation sanguine. Quasiment toutes les morsures récentes sur des humains documentées étaient liées à des individus captifs.
Les invertébrés sont globalement insensibles à ce venin. Ce n'est pas le cas des vertébrés. Chez le rat on constate une chute de la pression artérielle, des problèmes respiratoires, de la tachycardie, de l'hypothermie, des œdèmes et des hémorragies. Chez l'Homme on constate de très fortes douleurs pouvant durer 24 heures, un œdème local, une chute de la pression artérielle, des suées et une faiblesse généralisée.

Le Lézard perlé est immunisé contre son propre venin.
Plusieurs composés de sa salive possèdent des propriétés pharmacologiques liés au diabète, à la maladie d'Alzheimer et même au SIDA. L'un de ces composés est commercialisé pour son action bloquante de la croissance de cellules cancereuses.

## Liste des sous-espèces
Cette espèce comprend quatre sous-espèces selon The Reptile Database (17 octobre 2015) : 
- Heloderma horridum alvarezi Bogert & Martín del Campo, 1956 − Mexique, Chiapas
- Heloderma horridum charlesbogerti Campbell & Vannini, 1988 − Guatemala, vallée de Motagua
- Heloderma horridum exasperatum Bogert & Martín del Campo, 1956 − Mexique, Río Fuerte, Río Mayo, sud du Sonora, nord du Sinaloa, Sierra Madre occidentale, ouest de l'État de Chihuahua
- Heloderma horridum horridum (Wiegmann, 1829) − Mexique, du sud du Sinaloa à l'Oaxaca

Certains auteurs considèrent que ces sous-espèces devraient être des espèces, sous les noms de Heloderma horridum, Heloderma exasperatum, Heloderma charlesbogerti, Heloderma alvarezi.

## Taxinomie
L'espèce Heloderma horridum a été décrite en 1829 par le zoologiste allemand Arend Friedrich August Wiegmann sous le nom de Trachyderma horridum, mais il l'a renommée Heloderma horridum six mois plus tard.
Ce lézard et son proche cousin le Monstre de Gila (Heloderma suspectum), ainsi que de nombreuses autres espèces éteintes de la famille des Helodermatidae, remontent au Crétacé. Le genre Heloderma remonte lui au Miocène. Les membres de cette famille ayant peu changé de morphologie depuis leur apparition, ils sont parfois considérés comme des fossiles vivants.

Bien que ce lézard soit assez proche des varans d'Afrique, Asie et Australie, leur séparation géographique et leurs caractéristiques uniques, qui ne se retrouvent pas chez les varans, justifient leur placement dans une famille distincte.

## Menaces et protections
Cette espèce est classée « préoccupation mineure » (LC) sur la liste rouge de l'UICN.
Toutefois le lézard a mauvaise réputation sur une grande partie de son aire de répartition. Entre autres superstitions il était considéré comme plus venimeux qu'un serpent à sonnette, comme pouvant électrocuter ou comme étant capable de faire avorter une femme enceinte en la regardant. C'est pourquoi il a souvent été tué à vue.
Il fait également l'objet d'un commerce illégal, sa rareté signifiant des prix élevés. Il est toutefois protégé au Mexique et au Guatemala en tant qu'espèce menacée, et sa répartition comprend plusieurs aires protégées. Il est par ailleurs classé en annexe II par la CITES, sauf la sous-espèce Heloderma horridum charlesbogerti qui est classée en annexe I.

Cette sous-espèce, H. h. charlesbogerti, a quasiment disparu de son habitat dans la vallée de Motagua, où il reste moins de 200 spécimens en raison de l'extermination par l'Homme et de la destruction de son habitat à cause de l'agriculture. Un programme de conservation de son habitat a été lancé par plusieurs organismes.

## Étymologie
Le nom de ce genre, Heloderma vient du grec hêlos, la tête d'un clou, et du latin derma, la peau, et signifie « à la peau cloutée » en référence aux écailles particulières de cet animal. L'épithète spécifique, horridum, signifie « rugueux » en latin.

### Publications originales
- Bogert & Martín del Campo, 1956 : The gila monster and its allies. Bulletin of the American Museum of Natural History, vol. 109, n. 1, p. 1-238 (texte intégral).
- Campbell & Vannini, 1988 : A new subspecies of beaded lizard, Heloderma horridum, from the Motagua Valley of Guatemala. Journal of Herpetology, vol. 22, n. 4, p. 457-468.
- Wiegmann, 1829 : Über die Gesetzlichkeit in der geographischen Verbreitung der Saurier. Isis von Oken, vol. 22, n. 3/4, p. 418-428 (texte intégral).